# Tri Nations 1998
Tri Nations 1998 war die dritte Ausgabe des jährlich stattfindenden Rugby-Union-Turniers Tri Nations. Zwischen dem 11. Juli und dem 22. August 1998 fanden sechs Spiele statt. Südafrika gewann das Turnier zum ersten Mal. Australien gewann den Bledisloe Cup, der in den vorhergehenden drei Jahren im Besitz Neuseelands war.

## Tabelle
|    | Land       | Spiele | Siege | Unent. | Ndlg. | Spiel- punkte | Diff. | Bonus- punkte | Tabellen- punkte |
| -- | ---------- | ------ | ----- | ------ | ----- | ------------- | ----- | ------------- | ---------------- |
| 1. | Südafrika  | 4      | 4     | 0      | 0     | 80:54         | + 26  | 1             | 17               |
| 2. | Australien | 4      | 2     | 0      | 2     | 79:82         | - 3   | 2             | 10               |
| 3. | Neuseeland | 4      | 0     | 0      | 4     | 65:88         | - 23  | 2             | 2                |

## Ergebnisse
| 11. Juli 1998 | Australien                                                   | 24 : 16       | Neuseeland                                             | Melbourne Cricket Ground, Melbourne Zuschauer: 75.127 Schiedsrichter: Clayton Thomas (Wales) |
| 11. Juli 1998 | Versuche: Burke (2) Erhöhungen: Burke Straftritte: Burke (4) | (0:0) Bericht | Versuche: Jones Kronfeld Straftritte: Mehrtens Spencer | Melbourne Cricket Ground, Melbourne Zuschauer: 75.127 Schiedsrichter: Clayton Thomas (Wales) |

| 18. Juli 1998 | Australien                                | 13 : 14       | Südafrika                                                | Subiaco Oval, Perth Zuschauer: 38.079 Schiedsrichter: Colin Hawke (Neuseeland) |
| 18. Juli 1998 | Versuche: Gregan, Tune Straftritte: Burke | (8:8) Bericht | Versuche: van der Westhuizen Straftritte: Montgomery (3) | Subiaco Oval, Perth Zuschauer: 38.079 Schiedsrichter: Colin Hawke (Neuseeland) |

| 25. Juli 1998 | Neuseeland            | 3 : 13        | Südafrika                                                            | Athletic Park, Wellington Zuschauer: 39.500 Schiedsrichter: Ed Morrison (England) |
| 25. Juli 1998 | Straftritte: Mehrtens | (0:3) Bericht | Versuche: Rossouw Erhöhungen: Montgomery Straftritte: Montgomery (2) | Athletic Park, Wellington Zuschauer: 39.500 Schiedsrichter: Ed Morrison (England) |

| 1. August 1998 | Neuseeland                                                               | 23 : 27        | Australien                                                                     | Jade Stadium, Christchurch Zuschauer: 35.683 Schiedsrichter: Derek Bevan (Wales) |
| 1. August 1998 | Versuche: Cullen Lomu Erhöhungen: Mehrtens (2) Straftritte: Mehrtens (3) | (3:10) Bericht | Versuche: Bowman Burke Larkham Little Erhöhungen: Eales (2) Straftritte: Burke | Jade Stadium, Christchurch Zuschauer: 35.683 Schiedsrichter: Derek Bevan (Wales) |

| 15. August 1998 | Südafrika                                                                          | 24 : 23        | Neuseeland                                                                    | Kings Park Stadium, Durban Zuschauer: 45.000 Schiedsrichter: Peter Marshall (Australien) |
| 15. August 1998 | Versuche: Dalton Skinstad Terblanche van der Westhuizen Erhöhungen: Montgomery (2) | (5:17) Bericht | Versuche: Marshall Randell Erhöhungen: Mehrtens (2) Straftritte: Mehrtens (3) | Kings Park Stadium, Durban Zuschauer: 45.000 Schiedsrichter: Peter Marshall (Australien) |

| 22. August 1998 | Südafrika                                                                        | 29 : 15         | Australien             | Ellis Park Stadium, Johannesburg Zuschauer: 62.308 Schiedsrichter: Jim Fleming (Schottland) |
| 22. August 1998 | Versuche: Garvey Skinstad Erhöhungen: Montgomery (2) Straftritte: Montgomery (5) | (16:12) Bericht | Straftritte: Burke (5) | Ellis Park Stadium, Johannesburg Zuschauer: 62.308 Schiedsrichter: Jim Fleming (Schottland) |

## Statistik

### Meiste erzielte Versuche
|    | Name                     | Versuche | Land       |
| -- | ------------------------ | -------- | ---------- |
| 1. | Matt Burke               | 3        | Australien |
| 2. | Bobby Skinstad           | 2        | Südafrika  |
| 2. | Joost van der Westhuizen | 2        | Südafrika  |

### Meiste erzielte Punkte
|    | Name             | Punkte | Land       |
| -- | ---------------- | ------ | ---------- |
| 1. | Matt Burke       | 50     | Australien |
| 2. | Percy Montgomery | 42     | Südafrika  |
| 3. | Andrew Mehrtens  | 32     | Neuseeland |